# Tilcara (kommunhuvudort i Argentina)
Tilcara är en kommunhuvudort i Argentina.   Den ligger i provinsen Jujuy, i den norra delen av landet, 1 400 km nordväst om huvudstaden Buenos Aires. Tilcara ligger 3 180 meter över havet och antalet invånare är 5 640.
Terrängen runt Tilcara är bergig åt sydost, men åt nordväst är den kuperad. Terrängen runt Tilcara sluttar brant västerut. Runt Tilcara är det mycket glesbefolkat, med 5 invånare per kvadratkilometer.. Tilcara är det största samhället i trakten. 
Omgivningarna runt Tilcara är i huvudsak ett öppet busklandskap.